# الضباب (فلم 1980)
الضباب (بالإنجليزية: The Fog) هو فيلم رعب خارق للطبيعة أمريكي من إخراج جون كاربنتر وبطولة أدريان باربو، جيمي لي كرتيس، توم آتكينز، جانيت لي وهال هولبروك.

## روابط خارجية
مقالات تستعمل روابط فنية بلا صلة مع ويكي بيانات